# Coppa del mondo di ciclocross 2012-2013
La Coppa del mondo di ciclocross 2012-2013, ventesima edizione della competizione, si è svolta tra il 21 ottobre 2012 e il 20 gennaio 2013.

## Uomini Elite

### Risultati
| # | Data        | Città          | Evento                         | Vincitore     | Leader della Cl. mondiale |
| - | ----------- | -------------- | ------------------------------ | ------------- | ------------------------- |
| 1 | 21 ottobre  | Tábor          | Cyklokros Tábor                | Kevin Pauwels | Kevin Pauwels             |
| 2 | 28 ottobre  | Plzeň          | Cyklokros Plzeň                | Niels Albert  | Niels Albert              |
| 3 | 24 novembre | Koksijde       | Duinencross                    | Sven Nys      | Niels Albert              |
| 4 | 2 dicembre  | Roubaix        | Grand Prix Lille Métropole     | Sven Nys      | Niels Albert              |
| 5 | 23 dicembre | Namur          | Cyclo-cross de la Citadelle    | Kevin Pauwels | Niels Albert              |
| 6 | 26 dicembre | Heusden-Zolder | Grote Prijs Eric De Vlaeminck  | Sven Nys      | Sven Nys                  |
| 7 | 6 gennaio   | Roma           | Memorial Romano Scotti         | Kevin Pauwels | Niels Albert              |
| 8 | 20 gennaio  | Hoogerheide    | Grote Prijs Adrie van der Poel | Martin Bina   | Niels Albert              |

### Classifica generale
| Pos. | Corridore         | Punti |
| ---- | ----------------- | ----- |
| 1    | Niels Albert      | 540   |
| 2    | Kevin Pauwels     | 515   |
| 3    | Sven Nys          | 506   |
| 4    | Lars van der Haar | 411   |
| 5    | Bart Aernouts     | 372   |

## Donne Elite

### Risultati
| # | Data        | Città          | Evento                         | Vincitore         | Leader della Cl. mondiale |
| - | ----------- | -------------- | ------------------------------ | ----------------- | ------------------------- |
| 1 | 21 ottobre  | Tábor          | Cyklokros Tábor                | Sanne van Paassen | Sanne van Paassen         |
| 2 | 28 ottobre  | Plzeň          | Cyklokros Plzeň                | Katherine Compton | Katherine Compton         |
| 3 | 24 novembre | Koksijde       | Duinencross                    | Katherine Compton | Katherine Compton         |
| 4 | 2 dicembre  | Roubaix        | Grand Prix Lille Métropole     | Katherine Compton | Katherine Compton         |
| 5 | 23 dicembre | Namur          | Cyclo-cross de la Citadelle    | Katherine Compton | Katherine Compton         |
| 6 | 26 dicembre | Heusden-Zolder | Grote Prijs Eric De Vlaeminck  | Marianne Vos      | Katherine Compton         |
| 7 | 6 gennaio   | Roma           | Memorial Romano Scotti         | Marianne Vos      | Katherine Compton         |
| 8 | 20 gennaio  | Hoogerheide    | Grote Prijs Adrie van der Poel | Marianne Vos      | Katherine Compton         |

### Classifica generale
| Pos. | Corridore         | Punti |
| ---- | ----------------- | ----- |
| 1    | Katherine Compton | 390   |
| 2    | Sanne van Paassen | 300   |
| 3    | Nikki Harris      | 276   |
| 4    | Helen Wyman       | 274   |
| 5    | Sanne Cant        | 247   |

## Uomini Under-23

### Risultati
| # | Data        | Città          | Evento                         | Vincitore          | Leader della Cl. mondiale |
| - | ----------- | -------------- | ------------------------------ | ------------------ | ------------------------- |
| 1 | 21 ottobre  | Tábor          | Cyklokros Tábor                | Mike Teunissen     | Mike Teunissen            |
| 2 | 28 ottobre  | Plzeň          | Cyklokros Plzeň                | Wietse Bosmans     | Wietse Bosmans            |
| 3 | 24 novembre | Koksijde       | Duinencross                    | Wietse Bosmans     | Wietse Bosmans            |
| 4 | 26 dicembre | Heusden-Zolder | Grote Prijs Eric De Vlaeminck  | Wietse Bosmans     | Wietse Bosmans            |
| 5 | 6 gennaio   | Roma           | Memorial Romano Scotti         | Julian Alaphilippe | Wietse Bosmans            |
| 6 | 20 gennaio  | Hoogerheide    | Grote Prijs Adrie van der Poel | Wietse Bosmans     | Wietse Bosmans            |

### Classifica generale
| Pos. | Corridore         | Punti |
| ---- | ----------------- | ----- |
| 1    | Wietse Bosmans    | 255   |
| 2    | Wout Van Aert     | 204   |
| 3    | Corné van Kessel  | 184   |
| 4    | Mike Teunissen    | 158   |
| 5    | Gianni Vermeersch | 150   |

## Uomini Junior

### Risultati
| # | Data        | Città          | Evento                         | Vincitore            | Leader della Cl. mondiale |
| - | ----------- | -------------- | ------------------------------ | -------------------- | ------------------------- |
| 1 | 21 ottobre  | Tábor          | Cyklokros Tábor                | Mathieu van der Poel | Mathieu van der Poel      |
| 2 | 28 ottobre  | Plzeň          | Cyklokros Plzeň                | Mathieu van der Poel | Mathieu van der Poel      |
| 3 | 24 novembre | Koksijde       | Duinencross                    | Mathieu van der Poel | Mathieu van der Poel      |
| 4 | 26 dicembre | Heusden-Zolder | Grote Prijs Eric De Vlaeminck  | Mathieu van der Poel | Mathieu van der Poel      |
| 5 | 6 gennaio   | Roma           | Memorial Romano Scotti         | Mathieu van der Poel | Mathieu van der Poel      |
| 6 | 20 gennaio  | Hoogerheide    | Grote Prijs Adrie van der Poel | Mathieu van der Poel | Mathieu van der Poel      |

### Classifica generale
| Pos. | Corridore            | Punti |
| ---- | -------------------- | ----- |
| 1    | Mathieu van der Poel | 360   |
| 2    | Martijn Budding      | 255   |
| 3    | Logan Owen           | 205   |
| 4    | Nicolas Cleppe       | 184   |
| 5    | Quinten Hermans      | 178   |